# Юніверсіті-Парк (Флорида)
Юніверсіті-Парк (англ. University Park) — переписна місцевість (CDP) в США, в окрузі Маямі-Дейд штату Флорида. Населення — 45 284 особи (2020).

## Географія
Юніверсіті-Парк розташоване за координатами 25°44′59″ пн. ш. 80°22′16″ зх. д. / 25.74972° пн. ш. 80.37111° зх. д. (25.749624, -80.371162).  За даними Бюро перепису населення США в 2010 році переписна місцевість мала площу 10,63 км², з яких 10,29 км² — суходіл та 0,34 км² — водойми.

## Демографія
Згідно з переписом 2010 року, у переписній місцевості мешкало 26 995 осіб у 8149 домогосподарствах у складі 6256 родин. Густота населення становила 2540 осіб/км².  Було 8431 помешкання (793/км²).
Расовий склад населення:
| - 90,2 % — білих - 4,5 % — чорних або афроамериканців - 1,9 % — азіатів - 0,1 % — корінних американців - 1,7 % — осіб інших рас |

До двох чи більше рас належало 1,6 %. Частка іспаномовних становила 85,0 % від усіх жителів.
За віковим діапазоном населення розподілялося таким чином: 15,0 % — особи молодші 18 років, 64,6 % — особи у віці 18—64 років, 20,4 % — особи у віці 65 років та старші. Медіана віку мешканця становила 40,5 року. На 100 осіб жіночої статі у переписній місцевості припадало 88,0 чоловіків;  на 100 жінок у віці від 18 років та старших — 85,0 чоловіків також старших 18 років.
Середній дохід на одне домашнє господарство  становив 60 615 доларів США (медіана — 42 606), а середній дохід на одну сім'ю — 69 888 доларів (медіана — 50 396). Медіана доходів становила 31 614 долари для чоловіків та 31 581 долар для жінок. За межею бідності перебувало 16,2 % осіб, у тому числі 18,2 % дітей у віці до 18 років та 16,4 % осіб у віці 65 років та старших.
Цивільне працевлаштоване населення становило 11 923 особи. Основні галузі зайнятості: освіта, охорона здоров'я та соціальна допомога — 24,7 %, роздрібна торгівля — 12,9 %, науковці, спеціалісти, менеджери — 12,9 %.